# Hôtel Pierrard
Pour les articles homonymes, voir Pierrard.
L'hôtel Pierrard (également connu comme hôtel Colbert-de-Villacerf, hôtel de Creil ou hôtel de Voisenon) est un hôtel particulier situé sur la place des Vosges à Paris, en France.

## Localisation
L'hôtel est situé dans le 4e arrondissement de Paris, au 11 place des Vosges et au 12 rue de Turenne. Il se trouve sur le côté ouest de la place, entre les hôtels de Chaulnes et Dyel des Hameaux.

## Historique

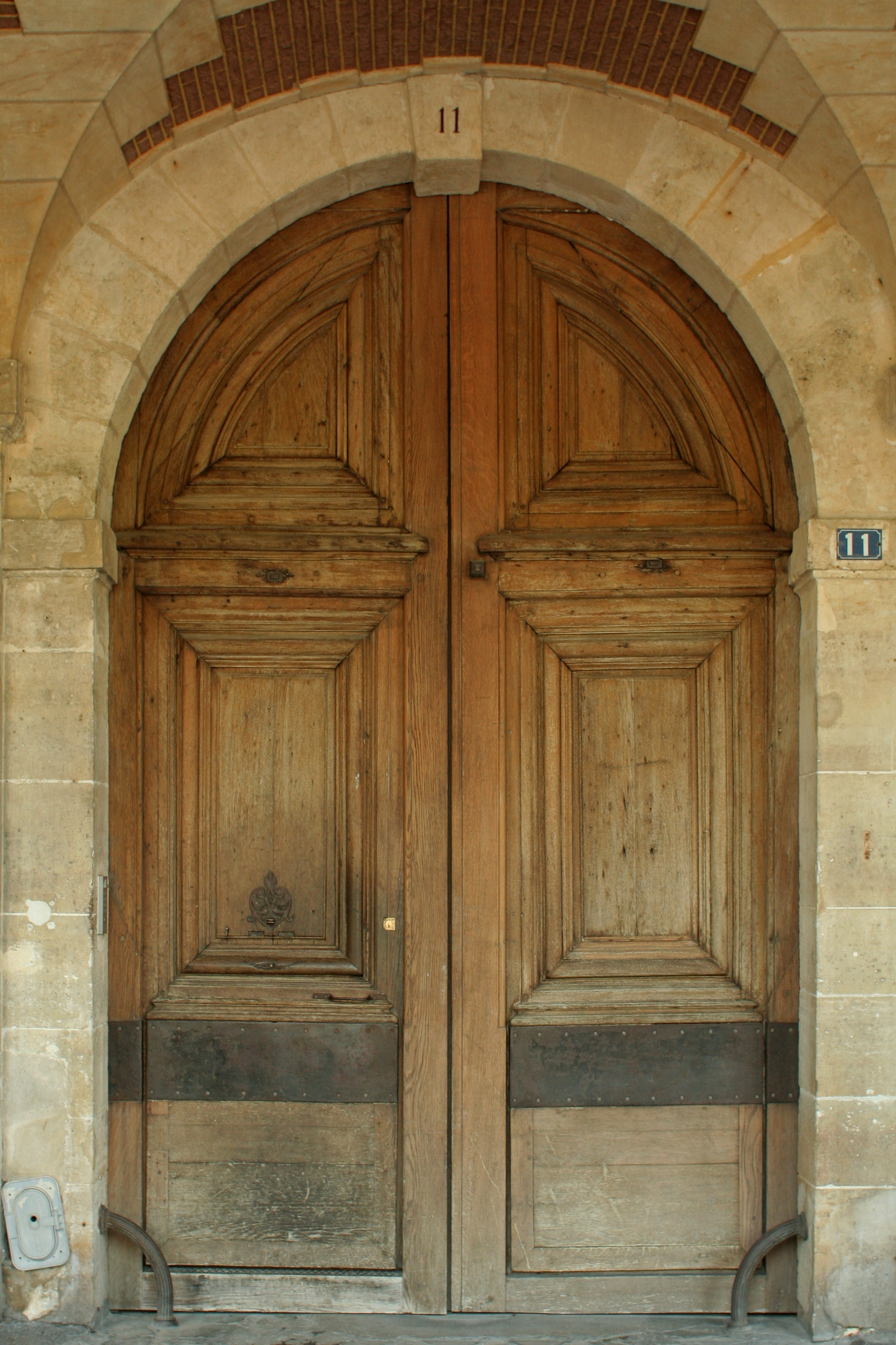
Porte cochère de l'hôtel Pierrard.

L'hôtel date du début du XVIIe siècle. Il appartient à Pierre Fougeu-Descures, qui y a pour locataire Marion Delorme entre 1639 à 1648. Par la suite, l'hôtel appartient à Jean-Baptiste Colbert de Saint-Pouange, à son neveu Pierre Colbert de Villarcef, puis à Gilbert Colbert, marquis de Chabanais.
Le plus ancien graffiti de Paris «NICOLAS 1764» s’y trouve sur une des colonnes à l’entrée des arcades. C’est l’œuvre de l’écrivain Nicolas Edme Restif de La Bretonne.
La façade et les toitures sur la place des Vosges, ainsi que la galerie voûtée, sont classées au titre des monuments historiques en 1954.